# HMS Southampton (83)
Pour les autres navires du même nom, voir HMS Southampton.
Le HMS Southampton était un croiseur léger de classe Town en service dans la Royal Navy pendant la Seconde Guerre mondiale.
Sa quille est posée le 21 novembre 1934 par la société John Brown & Company, à Clydebank, en Écosse. Il est lancé le 10 mars 1936.

## Historique

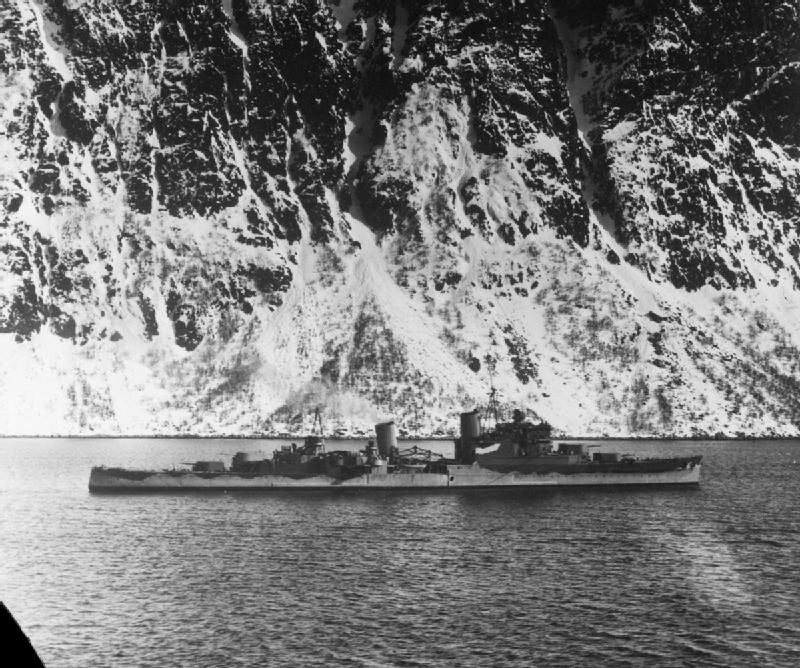
Le Southampton en Norvège en avril 1940.

Avant l'entrée en guerre du Royaume-Uni en 1939, le Southampton participe au transfert de 50 tonnes d'or vers le Canada aux côtés du HMS Glasgow. Craignant une attaque allemande, le Royaume-Uni envoie un échantillon de son trésor vers la colonie. Le succès de cette opération mènera plus tard à la création de l'Operation Fish.
Le Southampton débute la Seconde Guerre mondiale en tant que navire amiral de la 2e escadre de croiseurs de la Home Fleet. Le 5 septembre 1939, il intercepte le navire marchand allemand Johannes Molkenbuhr au large de Stadtlandet, en Norvège. Son équipage avait abandonné le navire avant qu'il ne soit capturé, mais a été fait prisonnier par le destroyer Jervis, tandis que le Johannes Molkenbuhr est envoyé par le font par le destroyer Jersey.
Le Southampton est endommagé à l'encrage au large de Rosyth, en Écosse, le 16 octobre 1939, lorsqu'il est touché par une bombe de 500 kg larguée d'un Junkers Ju 88 lors d'un raid aérien allemand. Réparé avant la fin de l'année, il est l'un des navires ayant pris part à la chasse des cuirassés Scharnhorst et Gneisenau après le naufrage du croiseur auxiliaire Rawalpindi. Il sert ensuite avec la Humber Force jusqu'en février 1940 avant de rejoindre la 18e escadre de croiseurs basée à Scapa Flow. Le 9 avril 1940, il est de nouveau endommagé au large de la côte norvégienne lors d'une attaque aérienne allemande. Après avoir été réparé, il opère au large de la côte sud de l'Angleterre jusqu'à son retour à Scapa Flow en octobre.
Le 15 novembre, le Southampton quitte le port pour la Méditerranée. Il participe notamment à la bataille du cap Teulada le 27 novembre. En décembre, le croiseur opère en mer Rouge en escortant des convois de troupes tout en prenant part au bombardement de Kismayo, lors de la campagne italienne en Afrique de l'Est. Le 1er janvier 1941, il rejoint la 3e escadre de croiseurs et prend part à l'opération Excess. Le 11 janvier en début d'après-midi, les Southampton et Gloucester sont attaqués par 12 bombardiers en piqué Stuka du Sturzkampfgeschwader 2 de la Luftwaffe. Touché par deux bombes au sud-est de Malte, le croiseur prend feu rapidement. 81 hommes sont tués tandis que les survivants sont secourus par le Gloucester et le destroyer Diamond (en). Fortement endommagé, il est sabordé par une torpille du Gloucester et quatre du croiseur Orion.